# Pueblos tai
Los pueblos tai se refieren a la población de descendientes de hablantes de una lengua tai común, incluidas las subpoblaciones que ya no hablan una lengua tai. Hay un total de aproximadamente 93 millones de personas de ascendencia Tai en todo el mundo, con los grupos étnicos más grandes que son los thai, isan, shan, lao, ahom y los pueblos del norte de Tailandia.
Los tai están dispersos en gran parte del sur de China y el sudeste de Asia continental, con algunos khamti o ahom, que habitan partes del noreste de India. Los pueblos tai son cultural y genéticamente muy similares y, por lo tanto, se identifican principalmente a través de su idioma.
- Datos: Q703353
- Multimedia: Tai peoples / Q703353